# Mario Franzil
Mario Franzil (* 21. November 1909 in Udine; † 2. Juli 1973 in Triest) war ein italienischer Politiker (DC).
Franzil wurde 1909 im damaligen Königreich Italien geboren. Sein Vater stammte aus Wien. Ab 1949 war Franzil Mitglied im Stadtrat von Triest, von 1958 bis 1966 Bürgermeister der Stadt und von 1966 bis 1973 war er Präsident des Hafens von Triest.

## Auszeichnungen
- 1972: Großes Silbernes Ehrenzeichen mit dem Stern für Verdienste um die Republik Österreich[1]